# Daniela Torres Huerta
Daniela Torres Huerta (Celaya, 23 de julio de 1994) es una deportista mexicana especializada en atletismo. 

## Vida personal
Torres Huerta estudió Comunicación en la Universidad Autónoma de Querétaro. Inició una carrera como atleta tras laborar en el Instituto del Deporte en Querétaro, correr de manera amateur y ser invitada a integrar un equipo privado.

## Trayectoria
Inició una carrera en atletismo en competencias de 5 mil y 10 mil metros. Corrió su primer medio maratón en un campeonato celebrado en Gdynia en 2020. Obtuvo la calificación a los Juegos Olímpicos de Tokio 2020 el 11 de abril de 2021 tras concluir el Xiamen Marathon & Tuscany Camp Global Elite Race, celebrado en el aeropuerto de Siena-Ampugnano con un tiempo de 2:28:55, menor al 2:29:30 requerido para correr el maratón olímpico. Dicho evento fue su debut corriendo un maratón completo. Formó parte de la delegación mexicana en los Juegos Olímpicos de Tokio 2020 concluyendo el maratón olímpico en el sitio 64°.